# Marta Navas
Marta Navas (agosto de 1971) una actriz española, ha trabajado tanto en teatro, como en series de televisión y cine.

## Premios y reconocimientos
- Premio José María Rodero a mejor actriz protagonista por La noche de los asesinos de José Triana.[1]
- Ganadora del Primer Certamen Nacional SoloTragedia con el  monólogo Medea de Eurípides, convocado por el TNT y la Unión de Actores de Madrid.

## Obras de teatro
- La Gran Sultana, CNTC, Madrid, 1992, dir: Adolfo Marsillach y Luis Blat.[2]
- Fuenteovejuna, CNTC, Madrid, 1993, dir: Adolfo Marsillach y Luis Blat.[3]
- Los malcasados, CNTC, Madrid, 1994, dir: Adolfo Marsillach y Luis Blat.[4]
- Las Bacantes, 1995.
- El maleficio de la mariposa, 1998.
- Los negros, 2000.
- Alicia en el país de las maravillas, 2001.
- Las criadas, 2003.
- Irreversible, 2005.
- Varadas 2006.
- En perseguirme mundo que interesas, 2007.
- No mas lágrimas, 2007.
- Exorcismo de sirena, 2008.
- Surcos4.0, 2012.
- Los que no pudieron huir, 2013.
- De parejas y arquetipos, 2014.
- Anónima empatía, 2015.
- Pasen y vean, 2016.
- Dos amores, consuelo y desespero, 2017/2018.
- Isla, 2023, dir: Paloma Pedrero.[5]
- Casa giratoria, 2023. [6]
- Longisland, 2024, dir: Juan Claudio Burgos.[7]

## Filmografía

### Cine
- 2004. Sonata para un Diario, Dir. Hakim Alsadi.
- 2016. Capturar/ El viaje de Penélope, Dir. Fernando Merinero
- 2020. La Mirada, Dir. Montxo Armendáriz.
- 2023. Esplendor, Dir. Hakim Alsadi.

### Televisión
- 1998. Querido maestro, Dir. Julio Sánchez Valdés.
- 1999. Una de dos, Dir. José Miguel Ganga.
- 2000. Calle Nueva, Dir. Tito Rojas.
- 2005. Aquí no hay quien viva, Dir. Laura Caballero.
- 2007/2015. Cuéntame cómo pasó, Dir. Moisés Ramos.
- 2009. El caso de Anabel Segura, Dir. Luis Oliveros, Pedro Costa.
- 2020. El Secreto de Puente Viejo, Dir. Aurora Guerra.
- 2024. Legado, Dir. Carlota Pereda.